# Curtiss SC Seahawk
El Curtiss SC Seahawk fue un hidroavión de exploración diseñado por la Curtiss Aeroplane and Motor Company para la Armada de los Estados Unidos. Los Curtiss SO3C Seamew y Vought OS2U Kingfisher existentes fueron gradualmente reemplazados por el Seahawk en las etapas tardías de la guerra y en la posguerra.

## Diseño y desarrollo

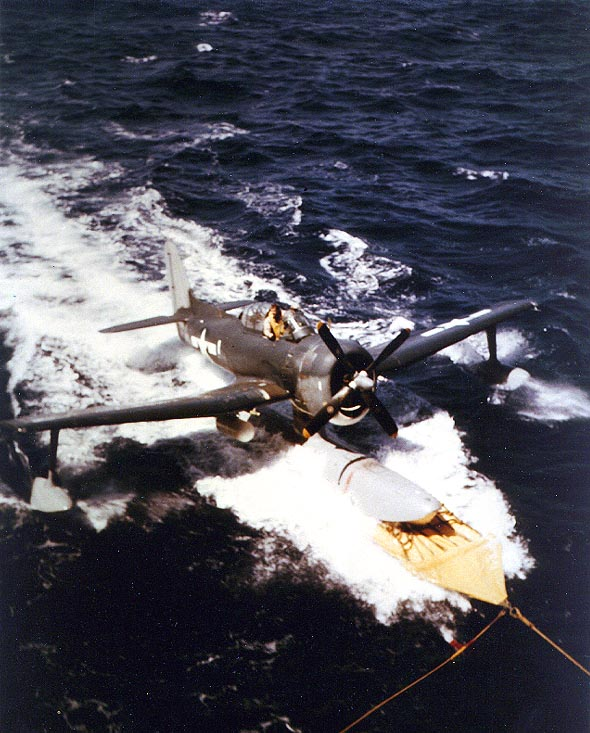
El USS Alaska (CB-1) recupera un SC-1 en marzo de 1945, durante las operaciones en Iwo Jima. El avión está esperando a ser izado por la grúa del buque tras subirse a una alfombra de aterrizaje.

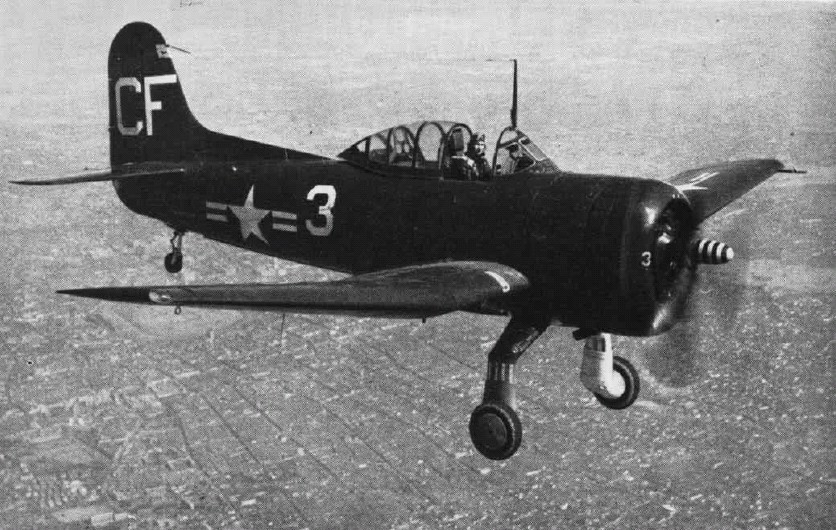
Un SC-1 del USS Duluth (CL-87) sobre Shanghái, China, en 1948.

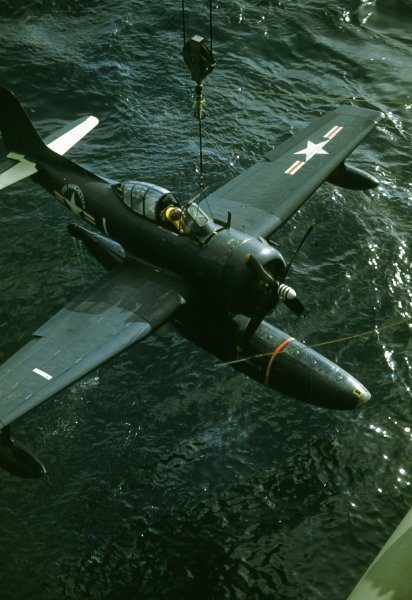
Un SC-1 Seahawk siendo izado a bordo del USS Manchester (CL-83) durante un despliegue en el Mar Mediterráneo en 1947/1948.

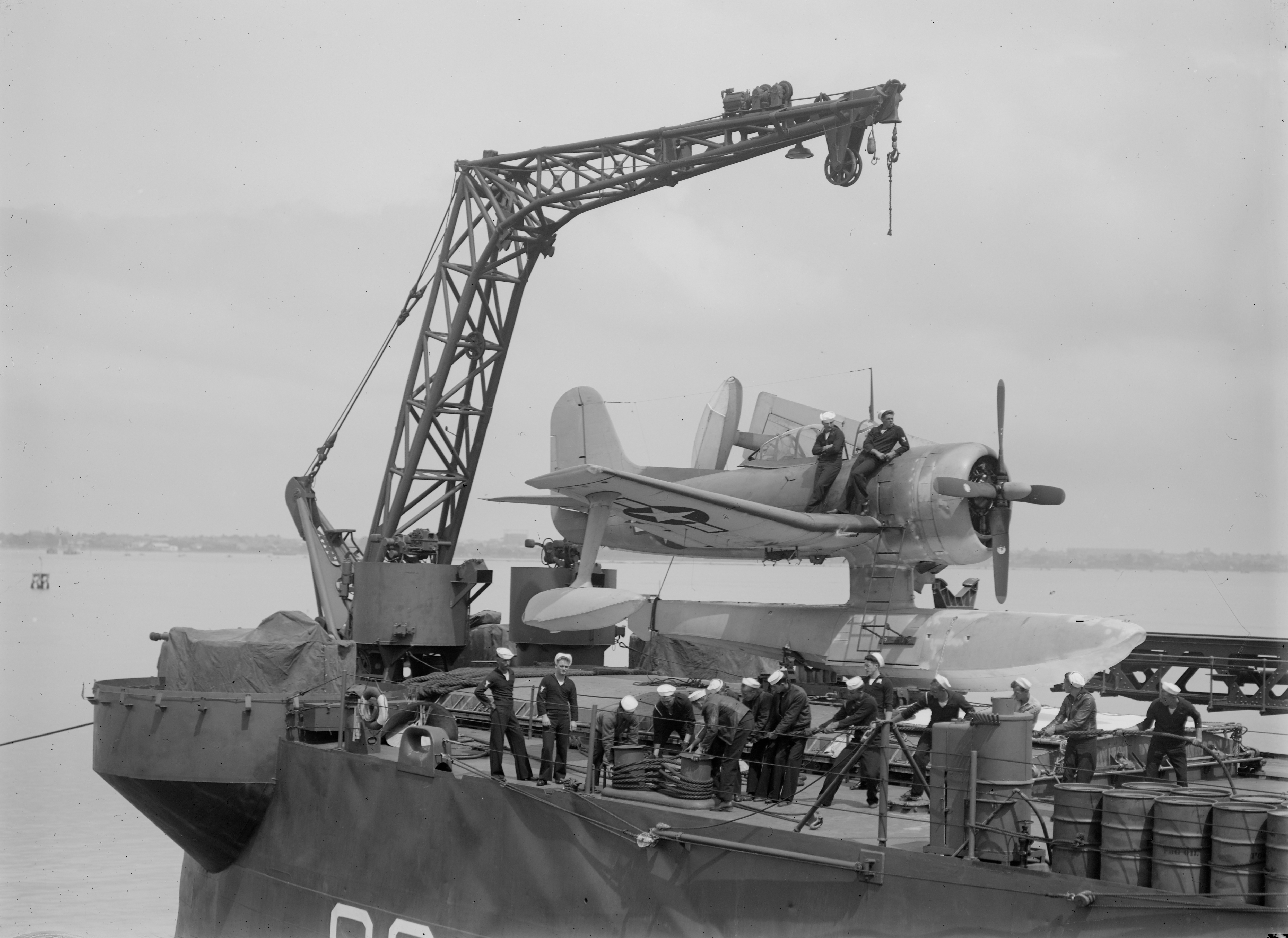
Seahawk a bordo del USS Birmingham (CL-62).

Los trabajos comenzaron en junio de 1942, después de que la Oficina de Aeronáutica de la Armada estadounidense solicitara propuestas de un hidroavión de observación. Curtiss presentó el diseño del Seahawk el 1 de agosto del mismo año, recibiendo un contrato por dos prototipos y cinco aviones de pruebas de servicio el 25 de agosto. Le siguió una orden de producción de 500 SC-1 en junio de 1943, antes del primer vuelo de los prototipos.
Aunque destinado a acomodar al piloto solamente, se instaló una litera en el fuselaje trasero para el rescate o transferencia de personal. Se añadieron dos ametralladoras Browning M2 de 12,7 mm en las alas, y dos soportes subalares permitían llevar 113 kg de bombas o, en el ala derecha, un radar de búsqueda de superficie. Las alas eran plegables. El flotador principal, diseñado para incorporar una bodega de bombas, sufría importantes filtraciones cuando se usaba de esta manera, y fue modificado para llevar un depósito de combustible auxiliar.
El primer vuelo del prototipo XSC-1 tuvo lugar el 16 de febrero de 1944 en la planta de Curtiss de Columbus (Ohio). Las pruebas de vuelo continuaron hasta el 28 de abril, cuando el último de los siete aviones de preproducción levantó el vuelo. Más tarde se construyeron diez prototipos más, con un segundo asiento y cabina modificada, bajo la designación SC-2; la producción en serie no se llevó a cabo.

## Historia operacional
Los primeros Seahawk de producción en serie fueron entregados el 22 de octubre de 1944, al USS Guam. Los 577 aviones producidos finalmente para la Armada fueron entregados con tren de aterrizaje convencional y trasladados en vuelo a la Estación Aeronaval correspondiente, donde se les añadían los flotadores para el servicio según fuera necesario.
Capaz de ser equipado con flotadores o tren de ruedas, el Seahawk fue probablemente el mejor hidroavión de exploración estadounidense de la Segunda Guerra Mundial. Sin embargo, su prolongado desarrollo significó que entrase en servicio demasiado tarde para participar significativamente en la guerra. No fue hasta junio de 1945, durante el bombardeo previo a la invasión de Borneo, que el Seahawk participó en acciones militares. Hacia el final de la guerra, los hidroaviones se fueron convirtiendo en menos deseables, siendo reemplazado el Seahawk poco después por helicópteros.
El camuflaje tricolor y las marcas del Seahawk se ajustaban a las regulaciones de la Armada estadounidense de 1944, 1945 y posteriores de posguerra.
No se conoce que haya ejemplares supervivientes de Seahawk, actualmente.

## Variantes
XSC-1 (Model 97A)
Prototipos con motor Wright R-1820-62, cinco construidos.
SC-1 (Model 97B)
Versión principal de producción, 29 aparatos exportados a Colombia como Seahawk II, 496 construidos.
XSC-2 (Model 97C)
Versión con motor Wright R-1820-76, tres construidos y uno convertido.
SC-2 (Model 97D)
Versión terrestre con capota circular y cubierta de burbuja, 10 construidos.

## Operadores
Estados Unidos
- Armada de los Estados Unidos

## Especificaciones (SC-1, con flotadores)
Referencia datos: Curtiss Aircraft 1907–1947

### Características generales
- Tripulación: Uno (piloto)
- Capacidad: Instalación para un paciente en camilla
- Longitud: 11,08 m
- Envergadura: 12,50 m
- Altura: 4,88 m (sobre dispositivo de varado)
- Superficie alar: 26 m2
- Perfil alar: raíz: NACA 23017; punta: NACA 23010[7]
- Peso vacío: 2867 kg
- Peso cargado: 4082 kg
- Planta motriz: 1× motor radial de nueve cilindros en una fila y refrigerado por aire Wright R-1820-62 Cyclone.
  - Potencia: 1010 kW (1350 hp)
- Hélices: Cuatripala de velocidad constante

### Rendimiento
- Velocidad máxima operativa (Vno): 504 km/h a 8700 m (28 600 pies)
- Velocidad crucero (Vc): 201 km/h
- Alcance: 1006 km
- Techo de vuelo: 11 400 m (37 300 pies)
- Régimen de ascenso: 13 m/s (2500 pies/min)

### Armamento
- Cañones: 

  - 2x Browning M2 de 12,7 mm
- Bombas: 

  - 2 de 147 kg bajo las alas

## Aeronaves relacionadas

### Aeronaves similares
- Vought OS2U Kingfisher
- Nakajima A6M2-N

### Secuencias de designación
- Secuencia Numérica (interna de Curtiss): ← 94 - 95 - 96 - 97 - 98 - 99 - 100
- Secuencia S_C (Exploradores (Scout) de la Armada estadounidense, 1922-1946 (Curtiss, 1922-1962)): ← S2C - S3C - S4C - SC